# Louis-Philippe-Adélard Langevin

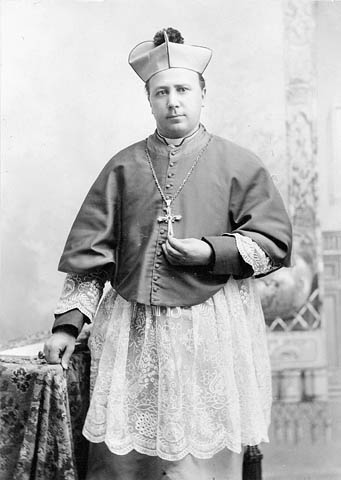
Louis-Philippe-Adélard Langevin um 1895

Louis-Philippe-Adélard Langevin OMI (* 23. August 1855 in Saint-Isidore, Québec; † 15. Juni 1915) war ein kanadischer Geistlicher und römisch-katholischer Erzbischof von Saint-Boniface.

## Leben
Louis-Philippe-Adélard Langevin trat der Ordensgemeinschaft der Oblaten bei und empfing am 30. Juli 1882 das Sakrament der Priesterweihe.
Papst Leo XIII. ernannte ihn am 8. Januar 1895 zum Erzbischof von Saint-Boniface. Die Bischofsweihe spendete ihm der Erzbischof von Montréal, Édouard-Charles Fabre, am 19. März desselben Jahres.